# Hlinisko
Hlinisko (1081 m) – szczyt w zachodniej części Niżnych Tatr na Słowacji.  Wznosi się w zakończeniu północno-wschodniego grzbietu opadającego z bezimiennego wierzchołka między szczytami Veľká hoľa i Latiborská hoľa. Grzbiet ten oddziela doliny dwóch potoków: Prievalský potok i Veľké Železné. 
Nazwa szczytu pochodzi od słowackiego słowa hlina oznaczającego glinę. Wznosi się w górnej części Doliny Lupczańskiej (Ľupčianska dolina) w obrębie Parku Narodowego Niżne Tatry i jest całkowicie porośnięty lasem. Północno-zachodnimi podnóżami prowadzi wzdłuż doliny potoku Veľké Železné droga do położonej u podnóża Hliniska osady Železné (część miejscowości Partizánska Ľupča).